# Albin Kurti
Albin Kurti (24 de março de 1975) é um político e ativista Kosovar. É o atual primeiro-ministro de seu país desde 22 de março de 2021.
Anteriormente foi primeiro-ministro do Kosovo, de 3 de fevereiro de 2020 até 3 de junho de 2020. Kurti é também líder do partido Vetëvendosje.